# Клінтон (округ, Міссурі)
Шаблон:StateAbbr_ 39°36′ пн. ш. 94°24′ зх. д. / 39.6° пн. ш. 94.4° зх. д.
Округ  Клінтон (англ. Clinton County) — округ (графство) у штаті Міссурі, США. Ідентифікатор округу 29049.

## Історія
Округ утворений 1833 року.

## Демографія
За даними перепису 
2000 року 
загальне населення округу становило 18979 осіб, зокрема міського населення було 4234, а сільського — 14745.
Серед мешканців округу чоловіків було 9294, а жінок — 9685. В окрузі було 7152 домогосподарства, 5301 родин, які мешкали в 7877 будинках.
Середній розмір родини становив 3,03.
Віковий розподіл населення поданий у таблиці:
| Стать    | До 15 років | 15-21 | 22-29 | 30-39 | 40-49 | 50-65 | 65-85 | Понад 85 |
| -------- | ----------- | ----- | ----- | ----- | ----- | ----- | ----- | -------- |
| Чоловіки | 2157        | 927   | 775   | 1341  | 1443  | 1565  | 958   | 128      |
| Жінки    | 1957        | 920   | 764   | 1414  | 1455  | 1582  | 1222  | 371      |

## Суміжні округи
- Декальб — північ
- Колдвелл — схід
- Рей — південний схід
- Клей — південь
- Платт — південний захід
- Б'юкенан — захід

## Виноски
1. ↑  U.S. Decennial Census. United States Census Bureau. Архів оригіналу за 26 квітня 2015. Процитовано 14 листопада 2014.
2. ↑  Historical Census Browser. University of Virginia Library. Архів оригіналу за 26 грудня 2013. Процитовано 14 листопада 2014.
3. ↑  Population of Counties by Decennial Census: 1900 to 1990. United States Census Bureau. Архів оригіналу за 3 грудня 2014. Процитовано 14 листопада 2014.
4. ↑  Census 2000 PHC-T-4. Ranking Tables for Counties: 1990 and 2000 (PDF). United States Census Bureau. Архів оригіналу (PDF) за 18 грудня 2014. Процитовано 14 листопада 2014.
5. ↑  State & County QuickFacts. United States Census Bureau. Архів оригіналу за 5 вересня 2015. Процитовано 7 вересня 2013.(англ.) Наведено за англійською вікіпедією.
6. ↑  American FactFinder. Бюро перепису населення США. Архів оригіналу за 29 липня 2011. Процитовано 31 січня 2008.

| США | Це незавершена стаття з географії США. Ви можете допомогти проєкту, виправивши або дописавши її. |